# Aegla scamosa
Aegla scamosa es una especie de decápodo aéglido integrante del género Aegla, cuyos miembros son denominados comúnmente cangrejos tanque, cangrejos pancora, cangrejos de agua dulce, falsos cangrejos o cucarachas de río. Este crustáceo habita en aguas dulces del centro-sur de América del Sur.

## Taxonomía
Esta especie fue descrita originalmente en el año 1948  por el biólogo argentino Raúl Adolfo Ringuelet.
Localidad y ejemplares tipo
El lectotipo es un macho etiquetado como el MLP 87, el cual midió 31,20 mm. Fue colectado el 27 de febrero de 1942 por E. MacDonagh en aguas parcialmente subterráneas en la Finca Ghihné, en la localidad de Fray Luis Beltrán, en la provincia de Mendoza (en el centro-oeste de la Argentina). Los paralectotipos son 12 machos y 19 hembras con los mismos datos del lectotipo.

## Distribución y hábitat
Este cangrejo habita en el fondo de arroyos, manantiales, acequias y biotopos acuáticos parcialmente subterráneos del sur de la provincia de San Juan y en el noroeste de la de Mendoza, en el centro-oeste de la Argentina, país de donde es endémico, ya que se cree fruto de un error el registro como “Chile” sin localidad específica.
- Mendoza: Vilucó, arroyo Uspallata, Potrerillos, Las Chacritas, acequia en estancia Villavicencio, río Mendoza (cerca de California y en Blanco Encalada), Luján de Cuyo, El Carrizal, Fray Luis Beltrán, Tupungato, arroyo Villa, Tunuyán, arroyo El Infiernillo, EL Sauce, Chacras de Coria, Finca Ghihné en Fray Luis Beltrán.

- San Juan: Zonda.

## Características y costumbres
Las longitudes extremas de los cefalotórax de 61 ejemplares fueron de 21,5 a 41 mm en los machos, y de 20 a 30,1 mm en las hembras. El promedio para los machos es de 29,07 mm y en las hembras 22,66 mm.
Es similar es A. intercalata, con la cual comparte la forma del rostro y de las manos, pero es posible separarla por la convexidad del caparazón y porque A. intercalata exhibe una cresta palmar muy reducida o ausente.
Es similar a A. affinis, pero puede separarse por poseer manos más robustas y por estar la palma y el carpo marcados por depresiones.